# ماهی‌خورک سائو تومه
 ماهی‌خورک سائو تومه (نام علمی: Alcedo cristata thomensis) نام یک زیرگونه از گونه ماهی‌خورک مالاشیت است.